# Montreuil-sur-Lozon
Montreuil-sur-Lozon is een gemeente in het Franse departement Manche (regio Normandië) en telt 258 inwoners (2004). De plaats maakt deel uit van het arrondissement Saint-Lô.

## Geografie
De oppervlakte van Montreuil-sur-Lozon bedraagt 6,4 km², de bevolkingsdichtheid is 40,3 inwoners per km².
De onderstaande kaart toont de ligging van Montreuil-sur-Lozon met de belangrijkste infrastructuur en aangrenzende gemeenten.

## Demografie
Onderstaande figuur toont het verloop van het inwonertal (bron: INSEE-tellingen).

1. ↑  Populations de référence 2022.